# 沼田悟郎
沼田 悟郎（ぬまた ごろう）は、日本の武士（加賀藩士）、官吏、教育者。越中国沼田家8代。

## 経歴
加賀藩の家老・津田玄蕃の系統にある沼田家の子で7俵。幼名は采江。
北越戦争に従軍し、越後国へ出陣。津田玄蕃の江戸遊学に随行し、明治3年（1870年）に帰藩し、藩校の訓導となる。
翌年に上京して慶應義塾に入学。明治7年（1874年）に卒業して帰郷ののち、同年に開設した金沢師範学校監事となり、石川県啓明学校監事から石川県中学師範学校校長。明治17年（1884年）に文部省五等属、明治20年に岐阜県尋常中学校校長、石川県立工業学校校長など、石川県属として活躍。他、三重県師範学校校長、山口県立中学校校長、千葉県立中学校校長となる。
教職を退職後は、内閣賞勲局に入り能吏として任に当たった。